# Долгенький
Долгенький — хутор в Ольховатском районе Воронежской области России.
Входит в состав Марьевского сельского поселения.

## Население
| 2010 |
| ---- |
| 0    |